# Татищев, Алексей Степанович
Алексе́й Степа́нович Тати́щев (?—1705) — голова и воевода во времена правления Михаила Фёдоровича, Алексея Михайловича, Фёдора Алексеевича, правительницы Софьи Алексеевны, Ивана V и Петра I Алексеевичей.
Из дворянского рода Татищевы, крестильное имя — Богдан. Второй сын Степана Лазаревича Татищева. Имел братьев Юрия и посла Михаила Степановичей.

## Биография
В апреле 1633 года объезжий голова для бережения Москвы от пожаров, за Яузскими воротами. В 1638—1641 годах отмечен на службе в Туле. 17 марта 1644 года пожалован в стряпчие. В 1646 году находился на службе в Ливнах и Белгороде, откуда вызван в Москву. В 1647 году пожалован в стольники и в этом звании в ближайшие годы сопровождал государя на богомолья в монастыри Троице-Сергиев и Саввин. В 1655 году — на службе под Дубровною. В 1659 году воевода в Ярославле. В 1668 году воевода в Севске. Был в Чигиринском походе 1673 года. В 1680 году за старостью от службы отставлен. Оклад ему поместный 755 четей и денежный в 40 рублей.
Умер в 1705 году.

## Семья
От брака с неизвестной имел детей:
- Татищев Никита Алексеевич — стольник (1682—1703)[3].
- Татищев Фёдор Алексеевич — стольник царицы Прасковьи Фёдоровны (1676), стряпчий (1682), вновь стольник царицы Прасковьи Фёдоровны (1686—1692), царский стольник (1703)[3].